# Poarta timpului II: Interfețe periculoase
Poarta timpului II: Interfețe periculoase (în engleză Dangerous Interfaces) este o antologie de povestiri științifico-fantastice editată de Robert Silverberg care a apărut prima dată la editura Baen în octombrie 1990. În limba română a apărut în Colecția Nautilus de la Editura Nemira în 1995, în traducerea lui Diana Voicu (ISBN 973-569-086-1).
Este al doilea volum din seria Time Gate.
Primul volum, Poarta timpului a apărut în decembrie 1989 (editat de Bill Fawcett și Silverberg)  și în română în 1993 în aceeași colecție Nautilus.

## Cuprins

### În limba engleză
- „Interludes”, ficțiune scurtă de Robert Silverberg
- „The Eagle and the Cross”, roman de Gregory Benford
- „The Simulated Golem”, nuveletă de Christopher Stasheff
- „Simul City”, nuveletă de Robert Sheckley
- „The Murderer”, nuveletă de Matthew J. Costello
- „Pedigreed Stallion”, nuveletă de Anne McCaffrey
- „Simbody to Love”, nuveletă de Karen Haber

### În limba română
- „Și dispăru”
- „Vulturul și crucea” de Gregory Benford
- „Golemul simulat” de Christopher Stasheff
- „Orașul simulat” de Robert Sheckley
- „Ucigașul” de Matthew J. Costello.
- „Armăsarul de rasă” de Anne McCaffrey.
- „Simbody to Love” de Karen Haber
- „Epilog”

## Vezi și
- Lista volumelor publicate în Colecția Nautilus
- 1990 în științifico-fantastic